# Helge Schneider

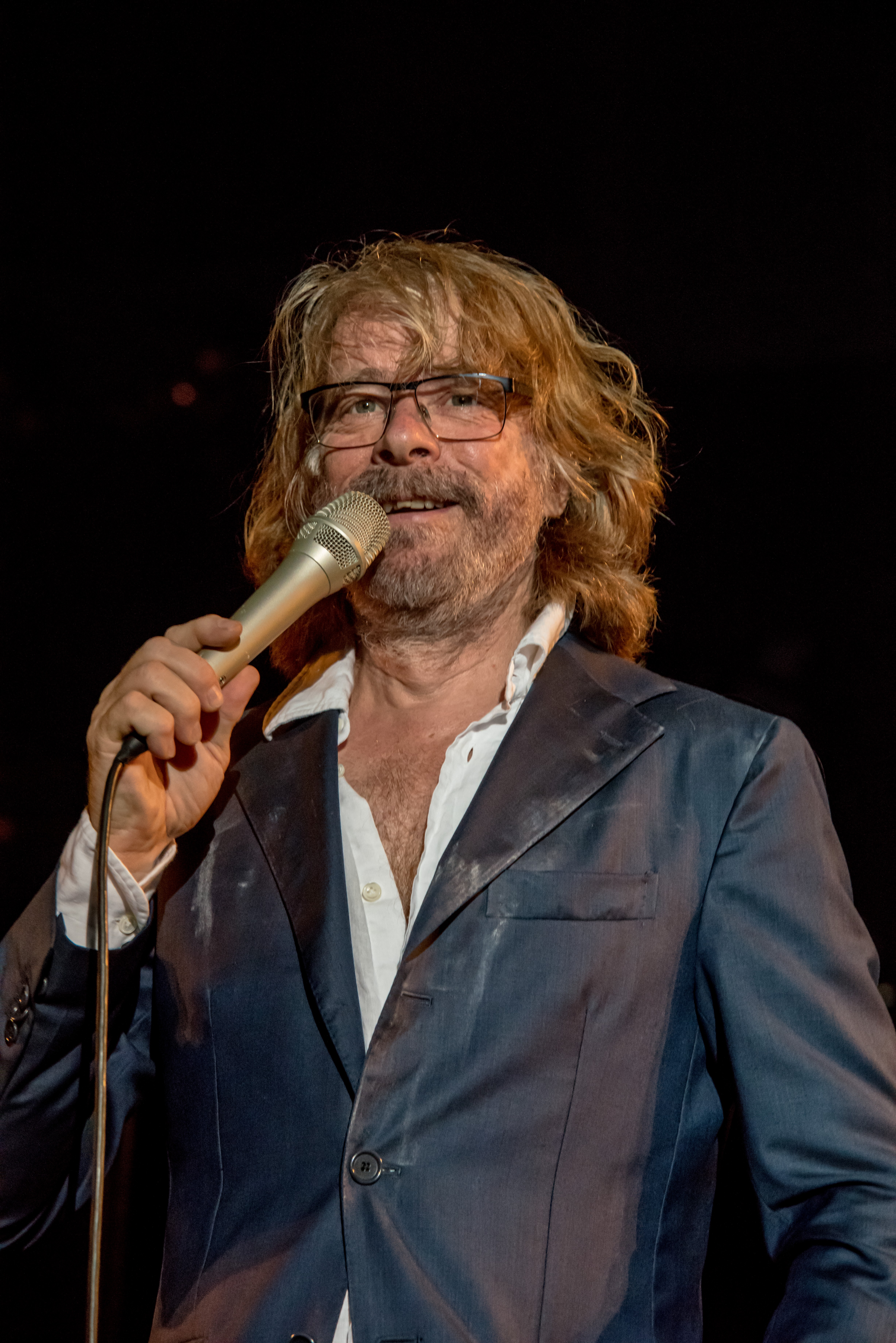
Helge Schneider. Sátor Fesztivál 2017 Freiburg, Németország

Helge Schneider (Mülheim an der Ruhr, Észak-Rajna-Vesztfália, 1955. augusztus 30. –) német humorista, író, rendező és dzsesszzenész. Munkásságának fő eleme az improvizáció.

## Életrajz
Schneider Mülheim an der Ruhrban született, ahol a mai napig is él. Már gyermekkorában világossá vált zenei, különösen a zongora iránti tehetsége. Ötévesen kezdett zongorázni, hétévesen pedig csellózni. Ugyancsak már gyermekkorában megmutatkozott a humor iránti szeretete.
Eleinte jó diáknak számított, ám miután kapcsolatba került a kábítószerrel, teljesítménye rohamosan romlani kezdett, így félbehagyta az iskolát és műszaki rajzolónak kezdett tanulni.
1972-ben a Duisburgi Konzervatóriumban kezdett tanulni, ám itteni tanulmányait sem fejezte be. Ezt követően tájkertészként, dekoratőrként, állatgondozóként és kárpitosként dolgozott.
1977-től kezdve kizárólag művészként tevékenykedett: saját együtteseivel lépett fel, zenét szerzett, stúdiózenészként és színészként dolgozott. 1987-ben forgatta első saját filmjét, a Stangenfieber című rövidfilmet.
1985 és 1991 között társ-műsorvezetőként vezette a WDR nevű csatornán az Offshow című zenei műsort, amelyben rövid paródiákkal lépett fel és zenészeket interjúvolt meg. Szintén paródiákkal színesítette a Hessischer Rundfunk csatornán a Queens Palace című műsort.
1989-ben jelent meg első lemeze Seine größten Erfolge címmel.
1990-től kezdve vált Németország-szerte ismertté, miután rendszeres élő fellépéseket tartott. A színpadon máig abszurd történetekkel, parodisztikus slágerekkel és jazz-zenével szórakoztatja a közönséget. Előszeretettel vegyíti a magas és a szubkultúrát, az irodalmiasságot és a gyerekességet. Schneider saját magát úgy jellemzi, hogy „értelmet talál az esztelenségben”.
Fellépéseinek fontos részét képezik ruhadarabjai, jelmezei is, amelyeket részben a hetvenes évek mára már komikusnak számító divatjából kölcsönöz. A színpadon előszeretettel visel „holdjárót”, furcsa napszemüveget és parókát.
Az igazi áttörés az 1992-ben megjelent Guten Tach című lemez és az 1993-ban megjelent Katzeklo című szám hozta meg neki. Ugyanebben az évben forgatta második mozifilmjét Texas – Doc Snyder hält die Welt in Atem címmel.
Amikor már-már kultikus sztárrá kezdett válni Németországban, két évre visszavonult a színpadtól. A művészetről alkotott elképzelésébe már nem fért bele, hogy rendszeresen nagy tömegek előtt lépjen fel, és hogy a média sztárt csináljon belőle.
1994-ben forgatta harmadik filmjét 00 Schneider – Jagd auf Nihil Baxter címmel, majd 1995-ben ismét színpadra állt egy nagyzenekarral. Azóta rendszeresen turnézik német nyelvterületen, könyveket ír és filmekben szerepel.
Az 1996-ban forgatott Praxis Dr. Hasenbein című film Schneider meglátása szerint nem volt kellően sikeres, így ezt követően nyolc évig nem készített új alkotást a mozi számára. 2003-ban a Mendy – das Wusical című darabbal meghódította a színház világát, majd egy évvel később a Jazzclub – Der frühe Vogel fängt den Wurm című filmmel tért vissza a filmvászonra.
2005-ben ismét színházi sikereket ünnepelhetett az Aprikose, Banane, Erdbeer – Kommissar Schneider und die Satanskralle von Singapur című színdarabbal.
2007 januárjában került a német mozikba legújabb alkotása, a Mein Führer – Die wirklich wahrste Wahrheit über Adolf Hitler című vígjáték, amelyben Schneider alakítja a Führert. Érdekesség, hogy ezt a szerepet már eljátszotta egyszer Christoph Schlingensief rendező 1987-es filmjében, a Menu Total címűben.
Schneider háromszor volt nős, három saját és egy örökbefogadott gyermek apja.

## Lemezek
- 1989: Seine größten Erfolge
- 1990: New York, I'm Coming
- 1991: The Last Jazz
- 1991: Hörspiele Vol.1
- 1992: Hörspiele Vol.2
- 1992: Guten Tach
- 1993: Es gibt Reis, Baby (2 CD)
- 1993: Die Geschenkkassette (5 CD)
- 1995: Es rappelt im Karton
- 1997: Da Humm (2 CD)
- 1998: Helge 100% live – The Berlin Tapes (live)
- 1999: Eiersalat in Rock
- 1999: Jazz (& Hardcore)
- 2000: Hefte raus – Klassenarbeit!
- 2003: 22 sehr, sehr gute Lieder („The Best Of“)
- 2003: Out Of Kaktus!
- 2004: 29 sehr, sehr gute Erzählungen („The Best Of“)
- 2004: Füttern verboten (live)
- 2007: I brake together
- 2007: Akopalüze Nau (live)
- 2010: Erwin Klemke präsentiert Das Köln Konzert – The Official Live Bootleg

## Kislemezek
- 1992: Ladiladiho
- 1992: Weihnachten bei van den Bergs
- 1993: Katzeklo
- 1993: Es gibt Reis, Baby
- 1994: Katzeklo 'spectaculaire'
- 1995: Klapperstrauß
- 1995: Gartenzaun
- 1995: Sex Machine
- 1997: Fitze Fitze Fatze
- 1997: Bonbon aus Wurst
- 1998: Helges Beitrag zur Wahl 98 'Allein an der Bar'
- 1999: We are the firefuckers
- 1999: A Whiter Shade of Pale
- 1999: Copacabana
- 2000: Ich habe mich vertan
- 2003: Das Mörchen-Lied
- 2006: Käsebrot
- 2007: Die Trompeten von Mexiko

## Saját filmek
- 1987: Stangenfieber (rövidfilm)
- 1993: Texas – Doc Snyder hält die Welt in Atem
- 1994: 00 Schneider – Jagd auf Nihil Baxter
- 1996: Praxis Dr. Hasenbein
- 2004: Jazzclub – Der frühe Vogel fängt den Wurm

## Filmszerepek
- 1984  Tatort: Zweierlei Blut
- 1986: Johnny Flash
- 1987: Menu Total
- 1988: Drei D
- 1988: Mutters Maske
- 1991: Manta – Der Film
- 1992: Ebbies Bluff
- 2003: Don't get stuck
- 2004: 7 Zwerge – Männer allein im Wald
- 2004: A zűrhajó
- 2006: 7 Zwerge – Der Wald ist nicht genug
- 2006: Mein Führer – Die wirklich wahrste Wahrheit über Adolf Hitler
- 2008: Chaostage
- 2011: Die PARTEI

## Könyvei
- 1992: Guten Tach! Autobiographie, Teil 1
- 1994: Zieh dich aus, du alte Hippe
- 1995: Das scharlachrote Kampfhuhn
- 1996: Der Mörder mit der Strumpfhose
- 1999: Eiersalat – Eine Frau geht seinen Weg
- 2001: Der Scheich mit der Hundehaarallergie
- 2004: Aprikose, Banane, Erdbeer – Kommissar Schneider und die Satanskralle von Singapur
- 2005: Globus Dei
- 2006: Rodriguez Faszanatas, egy házasságszédelgő vallomásai (Die Memoiren des Rodriguez Faszanatas)
- 2008: Eine Liebe im Sechsachteltakt. Der große abgeschlossene Schicksalsroman von Robert Fork
- 2009: Bonbon aus Wurst: Mein Leben
- 2011: Satan Loco

### Magyarul
- Rodriguez Faszanatas, egy házasságszédelgő vallomásai; ford. H. Reviczky Dóra; Trivium, Bp., 2007